# Рудолф Фикајзен
непознато
Рудолф Фикајзен (Трипштат, 15. мај 1885 — 21. август 1943) био је немачки веслач, учесник Летњих олимпијскимих игара 1912.. Био је члан немачког веслачког клуба Лудвигсхафен из Лудвигсхафена.
На Олимпијским играма 1912. такмичио се у као члан немачке екипе у дисцилини четверац са кормиларом и освојио златну медаљу.
У посади су поред њега био његов брат Ото Фикајзен, Алберт Арнхајтер, Херман Вилкер и кормилар Ото Мајер.